# Ковтюх Лідія Миколаївна
Ко́втюх Лідія Миколаївна (17 травня 1948, м. Шимкент, Казахстан) — піаністка, музично-громадська діячка. Заслужений діяч мистецтв України (2008).

## Біографія
Закінчила Київське музичне училище ім. Р. М. Глієра (1967 р., клас Ольги Орлової) та Київську державну консерваторію ім. П. І. Чайковського (1972 р., клас Ігоря Рябова). З 1971 року працює в Київській муніципальній академії музики ім. Р. М. Глієра: завідувачка денного відділу (1980—1985 рр.), заступник директора з навчальної роботи (1985—1990 рр.), художній керівник концертного відділу (2002—2008 рр.). З 1995 року — директор по роботі з учасниками Міжнародного конкурсу молодих піаністів пам'яті Володимира Горовиця (Київ). Редактор-упорядник восьми компакт-дисків конкурсу (1998—2007 рр.). Від 2004 року — завідувачка фортепіанним відділом, від 2013 року — доцент, завідувачка кафедри виконавських дисциплін № 1 КМАМ ім. Р. М. Глієра.
В репертуарі піаністки — твори Йоганна Себастьяна Баха, Вольфганга Амадея Моцарта, Людвага ван Бетховена, Дмитра Шостаковича, Сергія Рахманінова, Бориса Лятошинського, Миколи Сильванського, Андрія Штогаренка та ін. У фортепіанному дуеті з Мальвіною Зарудянською виконувала твори Й. С. Баха, В. А. Моцарта, Д. Шостаковича, Жанни Колодуб, Карла Черні.
Гастролі в Австрії, Італії, у Нідерландах, Німеччині, США, Сербії. Член журі багатьох міжнародних і національних конкурсів. Проводила майстер-класи у багатьох навчальних закладах України.
За роки своєї педагогічної діяльності підготувала більш ніж 160 спеціалістів, 40 з яких здобули понад 80 звань лауреатів міжнародних та національних конкурсів.
Серед учнів — Лілія Гревцова, Ю. Журавкова, І. Золотова, К. Каганович, О. Кохановський, М. Максимов, Т. Огнєва, С. Павленко-Чендлі, М. Пустовіт, Марія Пухлянко, К. Разборщук, М. Сидоренко, О. Тараненко, Т. Трегуб, Євген Хмара.
Автор шести випусків навчально-методичного посібника «Вибрані фортепіанні твори українських композиторів».